# Unbreakable (Scorpions-Album)
Unbreakable ist ein Musikalbum der Scorpions. Es erschien 2004 auf dem Label Ariola und wird dem Genre Hard Rock zugerechnet. Es ist das 16. Studio-Album und 20. reguläre Album der Band und war zusätzlich das erste Album mit Paweł Mąciwoda am Bass.
Die im gleichen Jahr folgende Welttournee stellten die Scorpions ebenfalls unter das Motto Unbreakable. Ihr Bühnenprogramm bestand dabei zu einem großen Teil aus Liedern des Albums.

## Musikstil
Die Scorpions hatten 2000 zusammen mit den Berliner Philharmonikern das Album Moment of Glory herausgebracht, das entsprechend dem Arrangement symphonisch geprägt war. Im Jahr danach folgte das Unplugged-Album Acoustica, das ein weiteres Beispiel für den Stilwandel der Band darstellt. Vor diesem Hintergrund kehrten sie mit Unbreakable zu ihrem ursprünglichen Stil zurück und ließen es mit Liedern wie Love ’Em or Leave ’Em oder Remember The Good Times „richtig krachen“ (Klaus Meine), um die Erwartungen ihrer Fans zu erfüllen. Daneben finden sich auf dem Album auch Balladen wie Maybe I Maybe You.

## Titelliste
1. New Generation – 5:51
2. Love ’Em or Leave ’Em – 4:04
3. Deep and Dark – 3:39
4. Borderline – 4:53
5. Blood Too Hot – 4:16
6. Maybe I Maybe You – 3:32
7. Someday Is Now – 3:26
8. My City My Town – 4:55
9. Through My Eyes – 5:23
10. Can You Feel It – 3:49
11. This Time – 3:36
12. She Said – 4:42
13. Remember the Good Times (Retro Garage Mix) – 4:24

### Bonus-Tracks auf der japanischen Version
1. Dreamers
2. Too Far

## Chartplatzierungen
Das Album befand sich neun Wochen lang in den deutschen Longplaycharts, wo es Platz 4 erreichte. Auch in anderen Ländern wie beispielsweise Griechenland und der Tschechischen Republik konnte Unbreakable Erfolge verzeichnen. Von dem Album wurden über 1 Million Einheiten verkauft.